# 松文德施泰因山
47°37′46″N 15°51′36″E / 47.62944°N 15.86000°E
松文德施泰因山（德語：Sonnwendstein），是奧地利的山峰，位於該國東北部，由下奧地利州負責管轄，屬於穆爾以東前阿爾卑斯山脈的一部分，距離施克赫萊克山6.4公里，海拔高度1,523米，每年平均降雨量1,409毫米。